# Automobiles Robert Serf
Automobiles Robert Serf war ein französischer Hersteller von Automobilen.

## Unternehmensgeschichte
Georges Didier gründete eine Automobilwerkstatt in Colombey-les-Belles. Er vertrieb Autos von Ford und Traktoren von Fordson. 1925 begann die Produktion von Automobilen. Konstrukteur war Robert Serf. Der Markenname lautete Robert Serf. 1932 endete die Produktion zunächst, Serf betrieb weiter seine Reparaturwerkstatt. 1935 entstand nochmals ein Prototyp. Die Autos erfuhren nur lokale Verbreitung (also rund um Toul). Nach 1935 erfolgte der Umzug nach Nancy-Vendeuvre. Das Unternehmen bestand bis etwa 1942, als Georges Didier starb. Der Konstrukteur Serf betrieb bis in die 1970er Jahre ebenfalls eine Automobilwerkstatt.

## Fahrzeuge
- Das erste Modell war das erfolgreichste Modell. Für den Antrieb sorgte ein selbst entwickelter Vierzylindermotor mit seitlichen Ventilen und 1470 cm³ Hubraum. Zur Wahl standen Sportwagen, Tourenwagen, Limousinen sowie ein Geschäftsreisewagen, der trotz seiner Limousinenform eine zu öffnende Klappe am Heck aufwies. Die Karosserien stellten örtliche Karosseriehersteller her. Von diesem Modell entstanden etwa 70 Fahrzeuge.[2] Dieses Modell wird allerdings anderen Ortes nicht erwähnt.

- 4 CV: Ein ab 1927 bis 1929 gefertigtes Cyclecar mit von Serf selbst entwickeltem Motor.
- 7 CV: Ein ab 1929 bis 1931 gebauter Kleinwagen mit Vierzylindermotor, 1100 cm³ Hubraum. Es sollen unter 100 Stück gebaut worden sein[4]. Möglicherweise liegt hier eine Verwechselung mit dem oben genannten Typ mit 1470 cm³ Hubraum vor.
- 4 CV: 1932 gebaut. Ein Zweizylinder-Zweitaktmotor mit 600 cm³ Hubraum trieb die Fahrzeuge an. Die Karosserie bot Platz für zwei Personen. Etwa 10 Fahrzeuge entstanden.[2] Der Radstand betrug 2,11 m, der auf die Wirtschaftskrise zugeschnittene Kleinwagen kostete 8000 Französische Franc[5].
- 1935 folgte als Prototyp ein Modell mit Frontantrieb und dem gleichen Motor, das aber nicht mehr in Serienproduktion ging.[2]